# 田坝镇 (毕节市)
田坝镇，是中华人民共和国贵州省毕节市七星关区下辖的一个乡镇级行政单位。

## 行政区划
田坝镇下辖以下地区：
田坝村、先进村、苏嘎村、沙炭沟村、兴旺村、新民村、茨朗村和盘挪河村。